# Rio Caravelas
O Rio Caravelas está situado no extremo sul do estado da Bahia, Brasil. O rio passa pelo município de Caravelas, incluindo seus dois distritos, Ponta da Areia e Barra de Caravelas, situados na margem esquerda, a poucos quilômetros acima de sua foz, onde deságua no Oceano Atlântico. Este rio é fundamental para a ecologia da região, além de ter um papel significativo nas atividades econômicas e culturais das comunidades locais.
O Rio das Caravelas possui um comprimento de aproximadamente 70 quilômetros e uma largura média que varia entre 20 a 30 metros em diferentes trechos. A nascente está localizada na Serra do Mar, uma região montanhosa que abriga vegetação de mata atlântica. A foz do rio é marcada por uma área de estuário, com cerca de 66 km², correspondendo ao segundo maior estuário da Região Nordeste do Brasil e abrigando um importante ecossistema de manguezal. 
O Rio das Caravelas atravessa a Reserva Extrativista de Cassurubá, uma unidade de conservação de uso sustentável criada em 2000 que abrange aproximadamente 100.768 hectares (cerca de 250.000 acres). Uma Reserva Extrativista (RESEX) é uma área utilizada por populações extrativistas tradicionais, cuja subsistência baseia-se no extrativismo, na agricultura de subsistência e na criação de animais de pequeno porte. 